# Jernbaneverket
Das norwegische Eisenbahninfrastrukturamt (norwegisch Jernbaneverket) war eine nationale Behörde. Sie war verantwortlich für die Verwaltung, den Betrieb und die Entwicklung des norwegischen Eisenbahnnetzes. Die Aufgaben der Behörde wurden mit seiner Auflösung zum Jahresende 2016 ab dem 1. Januar 2017 von Jernbanedirektoratet und Bane NOR übernommen.

## Kurzhistorie
1996 ging das Unternehmen aus der Aufteilung der Norges Statsbaner (NSB)  in NSB BA und Jernbaneverket hervor. Anfang Juli 1999 wurde Jernbaneverket gänzlich von den Norwegischen Staatsbahnen abgetrennt.

## Struktur und Aufgabe
Jernbaneverket teilte sich in die zwei Zuständigkeitsbereiche Infrastruktur und Verkehr auf.
Die Infrastrukturdivisjon (Infrastrukturabteilung) umfasste neben zentralen Querschnittsaufgaben die drei Regionen Ost, West, Nord und die Bauabteilung.
Zu den vielfältigen Aufgaben zählten Instandhaltung, Planung und Neubau der Infrastruktur, also Gleisanlagen, Bahnhöfe, Sicherheits- und Signalanlagen und darüber hinaus fast alles, was irgendwie im Zusammenhang mit der Bahn steht.
Im Verantwortungsbereich befanden sich (Stand Ende 2005) u. a. 4087 km Gleisanlagen, 704 Tunnel und 2807 Brücken.
Darüber hinaus vermietete das Unternehmen seine Bau-, Fahr- und Werkzeuge an andere Kunden. Die Angebote erstreckten sich dabei von Bohrmaschinen für Holzschwellen über Zweiwegefahrzeuge und Schneefräsen/- pflüge bis hin zu Tunnelsinspektionsfahrzeugen.
Die Traffikdivisjon (Verkehrsabteilung) bestand aus der Zentrale, den drei Regionen Ost, West und Nord sowie der Abteilung Bane Energi (Bahnenergie). Hauptaufgaben sind in erster Linie die operative Fahrplan- und Verkehrssteuerung und die Versorgung der Fahrleitungsanlagen des nationalen Eisenbahnnetzes. Andere Bahnbetreiber werden von Bane Energi ebenfalls versorgt.
Des Weiteren gehörten das Norsk Jernbanemuseum (Norwegisches Eisenbahnmuseum) in Hamar und seit 2005 die neu gebildete Norsk Jernbaneskole (norwegische Eisenbahnschule) zum Unternehmen.
Jernbaneverket hatte Ende 2004 insgesamt 3152 fest angestellte Mitarbeiter.

## Streckennetz
Das norwegische Eisenbahnnetz umfasste im Januar 2012 4170 Streckenkilometer, davon waren 251 km zweigleisig. Im Januar 2013 waren es 4237 Streckenkilometer, davon waren 245 km zweigleisig.
Von besonderer Baukunst ist die Strecke Oslo–Bergen, die durch zahlreiche Tunnel geführt wird. Zwischen Geilo und Myrdal überquert sie die Hochfläche der Hardangervidda und erreicht dabei eine Seehöhe von mehr als 1200 Metern.
Die nördlichste über das norwegische Schienennetz erreichbare Bahnstation des Landes ist Bodø. Über das schwedische Schienennetz wird die weiter nördlich gelegene Ofotbahn erreicht, die Teil der Erzbahn ist. Sie führt von Narvik nach Riksgränsen und in Schweden weiter nach Kiruna, Boden und Luleå, wird nicht von den NSB betrieben.
In den nördlichsten Provinzen Troms und Finnmark befinden sich keine öffentlichen Eisenbahnen. Die ebenfalls nicht den NSB gehörende Bahnstrecke Kirkenes–Bjørnevatn, welche keine Verbindung zum restlichen Eisenbahnnetz besitzt, diente bis 2016 nur dem Erzverkehr.
Bahnsteighöhe:
- Nahverkehr Oslo: 760 mm
- außer Oslo: 250 mm